# Sylvi Kretzschmar
Sylvi Kretzschmar (geb. 1977 in Jena) ist eine deutsche Choreografin, Musikerin und Performance-Künstlerin. Neben Solo-Arbeiten und Arbeiten als künstlerische Leiterin des Megafonchores in Hamburg und Wien ist sie Teil des Performance-Duos Skills und des künstlerischen Kollektivs Schwabinggrad Ballett in Hamburg.

## Leben
Kretzschmar studierte von 1997 bis 2004 Angewandte Theaterwissenschaft an der Universität Gießen. Von 2002 bis 2005 war sie Mitglied des studentischen Kölner Performance- und Bandprojekts Microfunkbar. Im Jahr 2004 präsentierte sie ihre Solo-Performance Resonanz bei der internationalen Plattform für junge Theaterregisseure im Künstlerhaus Mousonturm in Frankfurt. 2008 war sie Residentin des K3 Zentrum für Choreographie / Tanzplan Hamburg. Im Rahmen der Residenz entstand 2008 die Solo-Performance Lautsprecher/Speaker. Von 2012 bis 2014 war sie Stipendiatin des 2012 initiierten, ersten künstlerisch-wissenschaftlichen Graduiertenkollegs Versammlung und Teilhabe. Urbane Öffentlichkeiten und performative Künste der HafenCity Universität Hamburg, des choreografischen Zentrums K3 und des Fundus-Theaters Hamburg. Kretzschmar befasste sich in diesem Zusammenhang mit der Rolle von Public-Address-Systemen als Apparaten in Choreografien politischer Versammlungen. Daraus entstand im Jahr 2013 die Performance Verstärkung! – Eine kollektive Anrufung mit dem Megafonchor. Sie ist Mitglied im Dachverband freie Darstellende Künste Hamburg e. V.

## Werk
Kretzschmar arbeitet an der Schnittstelle von Performance, Musik und Choreografie, in einigen Arbeiten in Verbindung mit politischem Aktivismus, so etwa in den Arbeiten des Megafonchores, dessen künstlerische Leiterin sie ist. Mit der Tänzerin Camilla Milena Fehér bildet sie das Performance-Duo Skills in Berlin und Wien, das Performance-Abende entwickelt, die elektronische Musik mit Bewegungs-Performances verbinden. Im 2013 im Theater Hebbel am Ufer in Berlin und auf Kampnagel aufgeführten Der Aufbau wurde etwa Musik aus Alltagsgegenständen wie Leitern, Tischen, Hockern und menschlicher Bewegung erzeugt. 2019 spielte das Duo Skills als Support bei der Tournee der Band Die Goldenen Zitronen.
Sie arbeitet darüber hinaus mit dem künstlerisch-aktivistischen Kollektiv Schwabinggrad Ballett in Hamburg und dem Splitter Orchester in Berlin zusammen.
Mit dem Megafonchor begleitete sie die Proteste gegen den Abriss der Esso-Häuser in Hamburg von 2012 bis 2014. Im Jahr 2024 trat der Megafonchor erneut am Bauzaun der Esso-Häuser auf.   In ihrer Performance Esso Häuser Echo setzte sie sich mit Protestkultur und Stadtentwicklung auseinander. Der im Jahr 2017 veröffentlichte Film Der Gipfel. Performing G20 von Rasmus Gerlach dokumentiert unter anderem eine Aktion des Megafonchores, der auch auf dem Filmplakat abgebildet ist.

## Werke

### Mit Skills
- 2013: Der Aufbau. Hebbel am Ufer, Berlin und Kampnagel, Hamburg
- 2015: Pionier Geist (Appell/Anrufung/Absturz). Hebbel am Ufer, Berlin und Kampnagel, Hamburg
- 2017: Field. Konzert-Performance. Hebbel am Ufer, Berlin und Kampnagel, Hamburg
- 2018: Welcome to Hell. Eine dokumentarische Konzert-Performance. Kampnagel, Hamburg
- 2019: Enthusiasm. Für Splitter Orchester. Silent Green, Berlin
- 2020: Arien aus Stein. Performatives Denkmal für die Balduin-Treppe. Kampnagel, Hamburg

### Mit Megafonchor
- 2013: Verstärkung! – Eine kollektive Anrufung. Öffentlicher Raum, St. Pauli, Hamburg
- 2014: Esso Häuser Echo. Ein Nachruf. Kampnagel, Hamburg
- 2021: Sirenen. Öffentlicher Raum, Wien
- 2024: Begrenzte Gesänge. Spielbudenplatz, Hamburg

### Andere Projekte
- 2008: Lautsprecher/Speaker. Kampnagel, Hamburg
- 2009: Hell. Youngstar-Festival. Kampnagel, Hamburg[17]
- 2010: mit Hanna Linn Wiegel und Katrin Maye: Gold. Kampnagel, Hamburg
- 2011: Gold Gold. Kampnagel, Hamburg
- 2024: mit Clara Frühstück und Samuel Schaab: Ohne Nacht. Kein Tag. Musiktheatertage Wien

## Publikationen
- Verstärkung – Public Address Systems als Choreografien politischer Versammlungen. In: Regula Valérie Burri, Kerstin Evert, Sibylle Peters, Esther Pilkington and Gesa Ziemer (Hrsg.): Versammlung und Teilhabe: Urbane Öffentlichkeiten und performative Künste. Reihe: Edition Kulturwissenschaften. Band 40. Transcript Verlag, Bielefeld 2014, doi:10.1515/transcript.9783839426814.143, S. 143–172.

## Diskografie
- 2019: Skills: Welcome to Hell. 7"-Vinyl-Platte.

## Filme
- 2017: Rasmus Gerlach: Der Gipfel. Performing G20